# Habronyx tonnaiensis
Habronyx tonnaiensis là một loài tò vò trong họ Ichneumonidae.